# Gorło
Gorło (niem. Gorlen) – wieś w Polsce położona w województwie warmińsko-mazurskim, w powiecie ełckim, w gminie Stare Juchy.
W latach 1975–1998 miejscowość administracyjnie należała do województwa suwalskiego.
Wieś położona nad brzegiem jeziora Ułówki. Baza noclegowa: ośrodek wypoczynkowy, agroturystyka, pokoje do wynajęcie.